# 10,000 Days
Albums de Tool
Lateralus
(2001) Fear Inoculum
(2019)
Singles
1. Vicarious
Sortie : 17 avril 2006
2. The Pot
Sortie : Juillet 2006
3. Jambi
Sortie : 12 février 2007

10,000 Days est le quatrième album du groupe de metal progressif américain Tool. Il est sorti le 28 avril 2006 dans certaines parties d'Europe, le 29 avril 2006 en Australie, et le 1er et le 2 mai respectivement dans le Royaume-Uni, au Canada, et aux États-Unis.

## Historique
10,000 Days a été enregistré entre août et décembre 2005 à Burbank dans les studios « O'Henry » ainsi qu'à Hollywood aux studios « The Loft » et « Grandmaster Recorders Ltd » et produit par le groupe lui-même. Il succède à Lateralus sorti cinq ans plus tôt et marque le retour à une musique plus rock, plus directe et violente.
Le titre de l'album et les morceaux Wings for Marie/10 000 Days sont un hommage à la mère de Maynard James Keenan, Judith Marie Keenan (née Dougherty), paralysée à la suite d'un anévrisme intracrânien contracté 27 ans plus tôt (soit environ 10 000 jours) et décédée en 2003.
La pochette de l'album qui représente une tête formée de trois visages, a été créée par l'artiste américain Alex Grey. Une paire de lunettes 3-D sont jointes à l'album pour voir les images du livret. Son concepteur, le directeur artistique Adam Jones, reçu le Grammy Award du meilleur "Recording Packaging" lors de la cérémonie des Grammy Awards 2006.
Aux États-Unis, 10 000 Days entre directement à la première place du Billboard 200. Il atteindra ce classement dans de nombreux pays comme l'Australie, le Canada où le Danemark. En France il se classera à la 7e place dans le palmarès de Charts in France.

## "Chanson" cachée?
Une légende urbaine prétend que lorsqu'on écoute, d'une part, 10,000 Days (Wings, Pt. 2) (11 minutes et 13 secondes) et, d'autre part, Viginti Tres suivie de Wings for Marie, Pt. 1 (Respectivement 5 minutes 2 secondes puis 6 minutes 11 secondes, soit au total 11 minutes et 13 secondes), l'on pourrait s'apercevoir que ces deux derniers titres se superposeraient parfaitement avec le premier, formant en quelque sorte une nouvelle chanson.
Ceci pourrait expliquer la présence de Viginti Tres (qu'il est difficile de qualifier de chanson à part entière, bien que Tool ait déjà composé des pistes similaires par le passé), dont le titre signifie 23 en latin - chiffre autour duquel de nombreux mythes se sont développés, mais qu'il convient probablement, dans notre cas, de rapprocher du concept de synchronicité.
En réalité, il est très facilement vérifiable que les deux morceaux ne se superposent pas parfaitement. Il est effectivement possible de les assembler de façon que certains passages soient en harmonie car les deux morceaux reprennent beaucoup les mêmes thèmes. Mais cela ne fonctionne pas avec l'intégralité du morceau, si bien que si l'on synchronise le début des morceaux, la fin sera décalée, et vice-versa.

## Liste de titres
- Tous les titres sont signés par Maynard James Keenan, Danny Carey, Adam Jones et Justin Chancellor

1. Vicarious – 7:06
2. Jambi – 7:28
3. Wings for Marie, Pt. 1 – 6:11
4. 10,000 Days (Wings, Pt. 2) – 11:13
5. The Pot – 6:21
6. Lipan Conjuring – 1:11
7. Lost Keys (Blame Hofmann) – 3:46
8. Rosetta Stoned – 11:11
9. Intension – 7:21
10. Right in Two – 8:55
11. Viginti Tres – 5:02

## Musiciens
- Maynard James Keenan : chant
- Danny Carey : batterie, percussions, tabla
- Adam Jones : guitares, sitar, direction musicale
- Justin Chancellor : basse

avec
- Bill McConnell : chant sur Lipan Conjuring
- Pete Riedling : voix du "Doctor Watson" sur Lost Keys (Blame Hofmann)
- Camella Grace : voix de l'infirmière sur Lost Keys (Blame Hofmann)

## Charts & certifications

### Album
Charts
| Pays                                 | Durée du classement | Meilleur classement | Date        |
| ------------------------------------ | ------------------- | ------------------- | ----------- |
| Allemagne (GfK Entertainment)        | 13 semaines         | 2e                  | 12 mai 2006 |
| Australie (ARIA Charts)              | 15 semaines         | 1er                 | 14 mai 2006 |
| Autriche (Ö3 Austria Top 40)         | 11 semaines         | 1er                 | 12 mai 2006 |
| Belgique (V) (Ultratop)              | 44 semaines         | 1er                 | 13 mai 2006 |
| Belgique (W) (Ultratop)              | 22 semaines         | 6e                  | 13 mai 2006 |
| Canada (Canadian Albums Chart)       | 7 semaines          | 1er                 | 20 mai 2006 |
| Danemark (Tracklisten)               | 5 semaines          | 2e                  | 12 mai 2006 |
| Écosse (Scottish Album Chart)        | 6 semaines          | 4e                  | 7 mai 2006  |
| Espagne (Promusicae )                | 6 semaines          | 18e                 | 7 mai 2006  |
| États-Unis (Billboard 200)           | 64 semaines         | 1er                 | 20 mai 2006 |
| Finlande (Suomen virallinen lista)   | 18 semaines         | 2e                  | 8 mai 2006  |
| France (SNEP)                        | 11 semaines         | 7e                  | 6 mai 2006  |
| Italie (FIMI)                        | 12 semaines         | 4e                  | 4 mai 2006  |
| Norvège (VG-lista)                   | 16 semaines         | 1er                 | 8 mai 2006  |
| Nouvelle-Zélande (RMNZ Albums Top40) | 17 semaines         | 1er                 | 8 mai 2006  |
| Pays-Bas (MegaCharts)                | 22 semaines         | 1er                 | 6 mai 2006  |
| Portugal (AFP)                       | 5 semaines          | 6e                  | 8 mai 2006  |
| Royaume-Uni (UK Albums Chart)        | 5 semaines          | 4e                  | 13 mai 2006 |
| Royaume-Uni (Rock and Metal)         | 16 semaines         | 1er                 | 13 mai 2006 |
| Suède (Sverigetopplistan)            | 12 semaines         | 2e                  | 11 mai 2023 |
| Suisse (Schweizer Hitparade)         | 13 semaines         | 3e                  | 14 mai 2006 |

Certifications
| Pays             | Ventes      | Certification | Date           |
| ---------------- | ----------- | ------------- | -------------- |
| Allemagne        | Or          | 100 000+      | 2022           |
| Australie        | Platine     | 75 000 +      | 6 mai 2006     |
| Belgique         | Or          | 20 000 +      | 28 juin 2006   |
| Canada           | Platine     | 100 000 +     | 2 mai 2006     |
| États-Unis       | 2 × Platine | 2 000 000 +   | 15 avril 2021  |
| Irlande          | Or          | 7 500 +       | 2006           |
| Nouvelle-Zélande | Platine     | 15 000 +      | 8 mai 2006     |
| Pologne          | Or          | 10 000 +      | 5 juillet 2006 |
| Royaume-Uni      | Or          | 100 000 +     | 3 janvier 2020 |

### Singles
| Single    | Chart                       | Durée du classement | Position | Date              |
| --------- | --------------------------- | ------------------- | -------- | ----------------- |
| Vicarious | Mainstream Rock Tracks      | 21 semaines         | 2e       | 17 juin 2006      |
| Vicarious | Alternative Songs           | 20 semaines         | 2e       | 6 mai 2006        |
| Vicarious | Single Top 100              | 3 semaines          | 71e      | 4 janvier 2008    |
| Vicarious | Canadian Rock               | 17 semaines         | 15e      | 22 juillet 2006   |
| Vicarious | Canadian Songs              | 1 semaine           | 42e      | 17 août 2019      |
| The Pot   | Mainstream Rock Tracks      | 37 semaines         | 1er      | 25 novembre 2006  |
| The Pot   | Alternative Songs           | 30 semaines         | 5e       | 2 décembre 2006   |
| The Pot   | Canadian Rock               | 30 semaines         | 19e      | 16 septembre 2006 |
| The Pot   | Canadian Songs <ref="cns"/> | 1 semaine           | 27e      | 17 août 2019      |
| Jambi     | Mainstream Rock Tracks      | 20 semaines         | 7e       | 12 mai 2007       |
| Jambi     | Alternative Songs           | 11 semaines         | 23e      | 2 juin 2007       |
| Jambi     | Canadian Rock               | 7 semaines          | 41e      | 24 mars 2007      |

Certification Video single
| Pays       | Titre     | Ventes    | Certification | Date       |
| ---------- | --------- | --------- | ------------- | ---------- |
| États-Unis | Vicarious | 100 000 + | 2 X Platine   | 28/01/2008 |